# Власовское сельское поселение
Вла́совское се́льское поселе́ние — упразднённое муниципальное образование в составе Октябрького района Костромской области России.
Административный центр находился в селе Веденьё.

## История
Власовское сельское поселение образовано в соответствии с Законом Костромской области от 30 декабря 2004 года № 237-ЗКО, которым установлены статус и границы муниципального образования.
Законом Костромской области от 18 мая 2015 года № 681-5-ЗКО, Власовское и Новинское сельские поселения были объединены в Новинское сельское поселение с административным центром в селе Боговарово.

## Население
| 2008 | 2010 | 2012 | 2013 | 2014 | 2015 |
| ---- | ---- | ---- | ---- | ---- | ---- |
| 471  | ↘364 | ↘351 | ↘330 | ↘315 | ↘296 |

## Состав сельского поселения
| №  | Населённый пункт | Тип населённого пункта       | Население |
| -- | ---------------- | ---------------------------- | --------- |
| 1  | Башкирь          | деревня                      | ↘1        |
| 2  | Большая Стрелка  | деревня                      | ↗30       |
| 3  | Большой Дор      | деревня                      | →4        |
| 4  | Веденьё          | село, административный центр | ↗208      |
| 5  | Высокое          | деревня                      | ↗12       |
| 6  | Губиха           | деревня                      | ↘35       |
| 7  | Заборье          | деревня                      | ↘11       |
| 8  | Лямино           | деревня                      | ↘14       |
| 9  | Малая Стрелка    | деревня                      | ↗99       |
| 10 | Малое Кленовое   | деревня                      | ↘2        |
| 11 | Малый Рюндюг     | деревня                      | ↗11       |
| 12 | Расклонное       | деревня                      | ↗1        |
| 13 | Тарасиха         | деревня                      | ↗2        |
| 14 | Шумково          | деревня                      | ↗6        |

## Экономика
На территории поселения имелись: администрация сельского поселения, 2 школы, 2 ФАПа, 2 клуба, 2 библиотеки, 3 магазина, СПК «Веденьё», ОПС Веденьё.